# Scolosanthus leonardii
Scolosanthus leonardii är en måreväxtart som beskrevs av Brother Alain. Scolosanthus leonardii ingår i släktet Scolosanthus och familjen måreväxter.
Artens utbredningsområde är Haiti. Inga underarter finns listade i Catalogue of Life.